# Tour de France 2019/19. Etappe
Die 19. Etappe der Tour de France 2019 fand am 26. Juli 2019 statt. Die ursprünglich 126,5 Kilometer lange Berg-Etappe sollte von Saint-Jean-de-Maurienne nach Tignes führen. Der Etappenstart war um 13:45 Uhr in der Rue de la Libération, der scharfe Start erfolgte um 13:55 Uhr südöstlich von Villargondran nahe der Autobahn A43. Wegen widriger Witterungsbedingungen wurde die Etappe abgebrochen und mit den Zeitabständen bei der Überfahrt des Col de l’Iseran gewertet. Damit betrug die Länge der Etappe 89 Kilometer.

## Rennverlauf
Das Fahrerfeld fuhr die ersten Kilometer ein hohes Tempo, sodass einige Fahrer den Anschluss ans Peloton verloren. Es gab zudem mehrere erfolglose Ausreißversuche. Nach etwa sieben Kilometern konnte sich eine vierköpfige Gruppe mit Vincenzo Nibali, Pello Bilbao, Jesús Herrada und Daniel Martin vom Hauptfeld absetzen. Die Spitzengruppe fuhr allerdings nur einen maximalen Vorsprung von etwa 45 Sekunden heraus. Nach der ersten Bergwertung (Côte de Saint-André) bildete sich eine knapp 20-köpfige Verfolgergruppe, die das Spitzenquartett auf dem Weg zur zweiten Bergwertung (Montée d’Aussois) einholen konnte. Die neuformierte Spitzengruppe bestand aus Dylan van Baarle, Patrick Konrad, Tony Gallopin, Vincenzo Nibali, Damiano Caruso, Sébastien Reichenbach, Alejandro Valverde, Marc Soler, Andrey Amador, Pello Bilbao, Gorka Izagirre, Magnus Cort Nielsen, Alexei Luzenko, Laurens De Plus, Rigoberto Urán, Alberto Bettiol, Michael Woods, Simon Yates, Daniel Martin, Fabio Aru, Giulio Ciccone, Jesús Herrada, Guillaume Martin, Roman Kreuziger, Warren Barguil und Elie Gesbert. Der Vorsprung zum Peloton wurde langsam größer.
In der Zwischenzeit musste der Franzose Thibaut Pinot (Groupama-FDJ) das Rennen aufgeben, er hatte sich eine Verletzung im Oberschenkel zugezogen. Vor der Etappe lag er auf Platz 5 im Gesamtklassement mit 1:50 Minuten Rückstand zum Führenden in der Gesamtwertung. Beim Anstieg zum Col de la Madeleine bei Lanslevillard hatte die Spitzengruppe einen Vorsprung von etwa 1:30 Minuten.
Am Fuße des Col de l’Iseran betrug der Vorsprung ca. 1:40 Minuten. Die Größe der Spitzengruppe und des Pelotons verringerten sich. Auf dem Weg zum Col de l’Iseran fuhr das Team Ineos im Peloton ein hohes Tempo, wodurch viele Fahrer nicht mehr folgen konnten. Es bildeten sich mehrere Gruppen, u. a. die Favoriten-Gruppe mit ungefähr 15 Fahrern. Rund 6 Kilometer vor dem Gipfel machte Geraint Thomas in der Favoriten-Gruppe den ersten Angriff, jedoch konnten die Verfolger die Lücke wieder schließen. Nairo Quintana verlor kurz zuvor den Anschluss. Dann attackierte Steven Kruijswijk und Julian Alaphilippe – der Träger des Gelben Trikots – fiel zurück, auch er hatte den Anschluss verloren und fuhr Geraint Thomas, Egan Bernal, Emanuel Buchmann, Mikel Landa sowie Steven Kruijswijk hinterher. Dann konnte sich Bernal durch einen starken Antritt von der Favoriten-Gruppe absetzen und schloss sich der Spitzengruppe – aus Nibali, Urán, Simon Yates und Barguil – an, jedoch konnten Urán und Nibali das hohe Tempo von Bernal nicht mehr mithalten. Etwa 4 Kilometer vor dem Gipfel setzte sich Bernal von der Spitzengruppe ab und fuhr als Solist weiter. Simon Yates hatte mehrere Sekunden Rückstand zum Führenden. Die Verfolgergruppe um Geraint Thomas, Emanuel Buchmann, Mikel Landa und Steven Kruijswijk hatte einen Rückstand von über 40 Sekunden, während Alaphilippes Rückstand bei etwa 1:20 Minuten lag. Bernal überquerte als Erster den Col de l’Iseran, übernahm virtuell das Gelbe Trikot, erhielt 8 Bonussekunden für die Endabrechnung und erhielt das Souvenir Henri Desgrange. Simon Yates überquerte mit 13 Sekunden Rückstand den Col, Warren Barguil hatte 40 Sekunden Rückstand bei der Überquerung. Die Gruppe um Kruijswijk, Uran, Barguil, Landa und Thomas hatte einen Abstand von 1:03 Minuten. Alaphilippe überquerte mit einem Rückstand von 2:10 Minuten den Pass.
Egan Bernal wurde im Abstieg von Simon Yates begleitet, während Alaphilippe bei der Abfahrt versuchte, den Abstand zu den Favoriten zu verringern. Ein paar Kilometer weiter traten bei Val-d’Isère und Tignes heftige Regen- und Hagelschauer auf, die auch Erdrutsche auslösten. Die Straßen wurden dadurch unpassierbar. Die Fahrer wurden über die besondere Situation informiert und mussten etwa 20 Kilometer vor dem Etappenziel anhalten – die Organisatoren brachen das Rennen vorzeitig ab, und die Etappe wurde bis zum Col de l’Iseran gewertet. Die letzte Bergwertung sowie die Punktewertung und Bonussekunden bei der Zielankunft in Tignes wurden nicht vergeben. Es gab ebenso keinen Etappensieger und auch auf die Vergabe für den kämpferischsten Fahrer der Etappe wurde verzichtet. Die Punktevergabe beim Zwischensprint sowie die überquerten Bergwertungen, einschließlich der Bonussekunden auf dem Col de l’Iseran, wurden berücksichtigt. Aufgrund der außergewöhnlichen Umstände verzichteten die Organisatoren auf die Karenzzeit dieser Etappe.
Der Kolumbianer Egan Bernal übernahm das Gelbe Trikot. Der Abstand bis zum Fünftplatzierten im Gesamtklassement betrug nun unter 2 Minuten. Es gab keine weitere Änderung bei den Trikotträgern.

## Zeitbonus
| Zeitbonus am Col de l’Iseran | Zeitbonus am Col de l’Iseran |
| Fahrer                       | Zeitbonus                    |
| ---------------------------- | ---------------------------- |
| Egan Bernal (INS)            | 8 Sekunden                   |
| Simon Yates (MTS)            | 5 Sekunden                   |
| Warren Barguil (PCB)         | 2 Sekunden                   |

| Zeitbonus am Etappenziel | Zeitbonus am Etappenziel |
| Fahrer                   | Zeitbonus                |
| ------------------------ | ------------------------ |
| nicht vergeben           | 10 Sekunden              |
| nicht vergeben           | 6 Sekunden               |
| nicht vergeben           | 4 Sekunden               |

## Aufgaben
- Thibaut Pinot (GFC): Aufgabe während der Etappe